# Charenza
Charenza (auch Karentia, Karenza, Karenz, Charenz) ist die Bezeichnung eines slawischen Burgwalls  auf der Insel Rügen.

## Lage
Unbelegten Überlieferungen folgend galt bis vor Kurzem als sicher, dass der Burgwall bei Garz der Ort des in den Schriften des Saxo Grammaticus und Helmold von Bosau beschriebenen Charenza war. Im Ergebnis neuerer interdisziplinären Studien aus den Jahren 2004 und 2011 ist Charenza jedoch mit dem Burgwall bei Venz in der Gemeinde Trent gleichzusetzen. Begründet wird dies u. a. mit der unterschiedlichen Bedeutung der Namen Garz (altpolabische Grundform Gardec in der Bedeutung von befestigter Ort, Burg) und Charenza (altpolabische Grundform Charęc- in der Bedeutung von Ort oder Burg eines Mannes namens Charęta). Auch in der Knýtlinga saga wird in Bezug auf die Ereignisse im Jahre 1168 deutlich zwischen Gardz und Karrennz unterschieden. Erst in einer Handschrift von 1662 werden Garz und Charenza/Karenz gleichgesetzt. 1725 entschlossen sich die beiden Garzer Bürgermeister Matthias Wielandt und Markus Bünger sowie der Stadtrichter Johann Jakob Stroth in einem sogenannten „Lustrationsprotokoll“ die Gleichsetzung von Charenza und Garz „offiziell“ zu bestätigen. Neben vielen weiteren neuen Erkenntnissen aus verschiedenen Wissenschaftsgebieten passt zum Beispiel die Nähe zum Kap Arkona deutlich besser zu den Zeitangaben in den „Gesta Danorum“ des Saxo Grammaticus. Noch im 14. Jahrhundert wurde im Kirchspiel Gingst ein Ort namens Gharense erwähnt.
Der Venzer Wall liegt circa 1500 m von der Neuendorfer Wiek, eine Nebenbucht des Breetzer Boddens, entfernt. Im Umfeld der Wallburg liegen die Wiesen und Sümpfe nur circa 2 m über dem Meeresspiegel, im Burginnenraum 4 bis 6 m. Der erhalten gebliebene Wall ist bis zu 10 m hoch und die Burginnenfläche umfasst circa 25.000 m².

## Geschichte

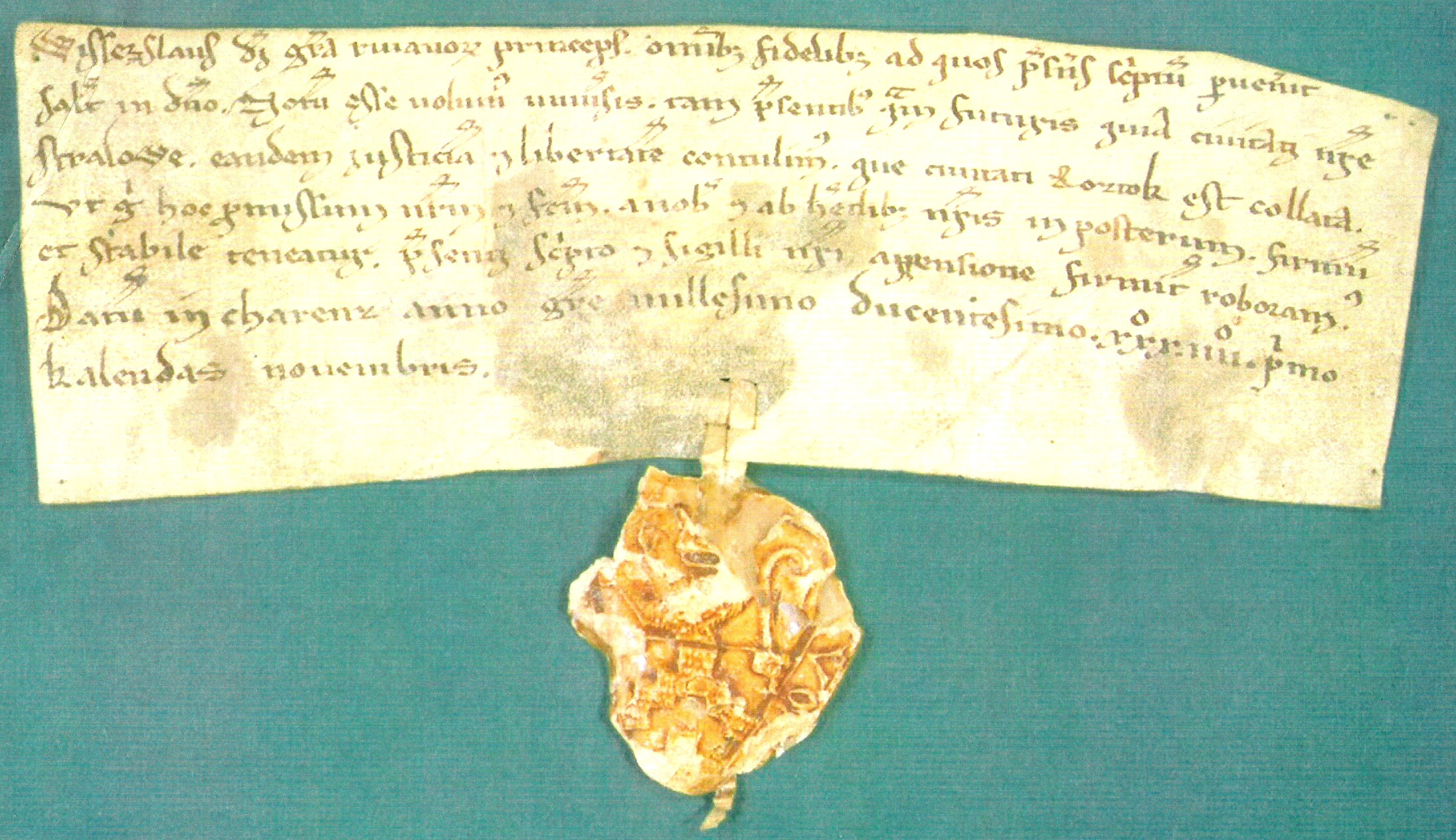
Stadtrechtsurkunde von Stralsund – ausgestellt in Charenza

Charenza war Fürstensitz und Tempelort der Ranen. Hier befanden sich die Heiligtümer der slawischen Götter Rugievit, Porevit und Porenut. Auf Grund der Abgeschiedenheit war der Standort als Fluchtburg ideal. Dafür spricht auch die detaillierte Beschreibung des Saxo Grammaticus von sehr eng beieinanderstehenden dreigeschossigen Holzhäusern in der Burginnenfläche.
Im Jahre 1168 eroberten die Dänen unter Waldemar I. die Jaromarsburg am Kap Arkona. Auf Betreiben des dänischen Bischofs Absalon von Roskilde kapitulierte Charenza nach Verhandlungen mit den rügischen Fürsten Tezlaw und Jaromar wenige Tage später kampflos. Die Tempelanlagen wurden zerstört und es fanden Massentaufen statt. Die ranischen Fürsten behielten ihren Besitz, wurden aber Vasallen des dänischen Königs. Absalon sicherte so für Dänemark gegenüber seinen bisherigen Verbündeten, den Pommernherzögen Bogislaw und Kasimir I. die Vorherrschaft auf Rügen. Die rügischen Fürsten verlegten später ihren Hauptsitz auf den Rugard.
Der dänische König stiftete Geld für 12 Kirchen auf Rügen, unter anderem für die 1232 mit dem Dorf Gagern belehnte „capelle nostre in Charenz“. 1234 wurde in Charenza durch Wizlaw I. der Stadt Stralsund das Lübische Stadtrecht verliehen. 1237 wird Charenza zum letzten Mal im Zusammenhang mit einem Priester (lat. sacerdos) Alexander in Charenz urkundlich erwähnt.

## Archäologische Forschung

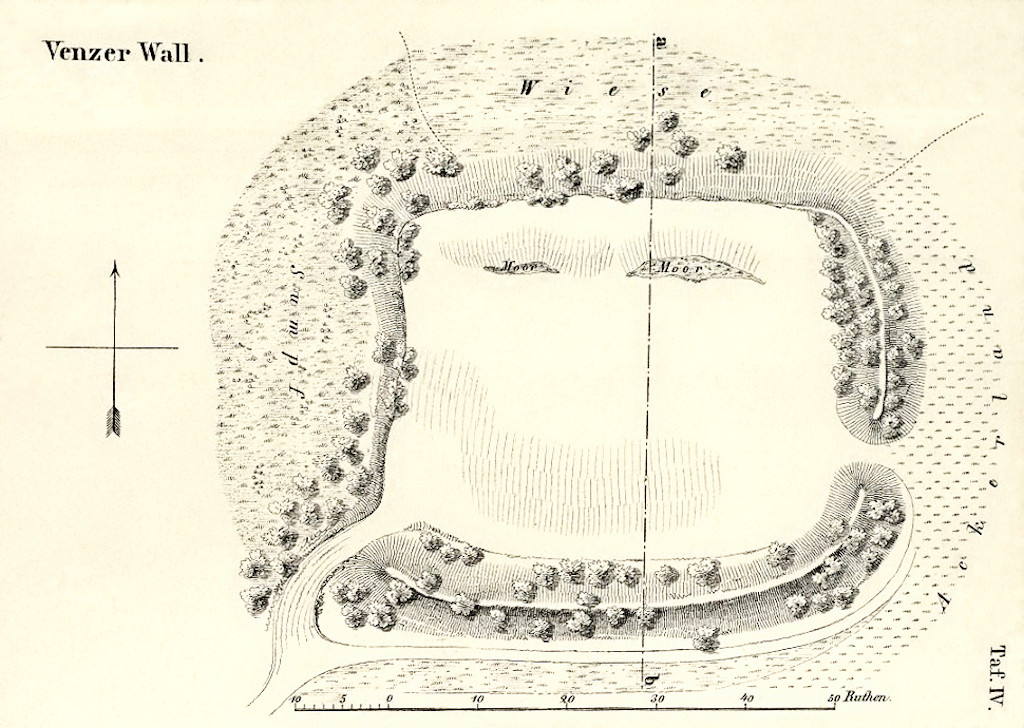
Venzer Wall, Zeichnung von 1868

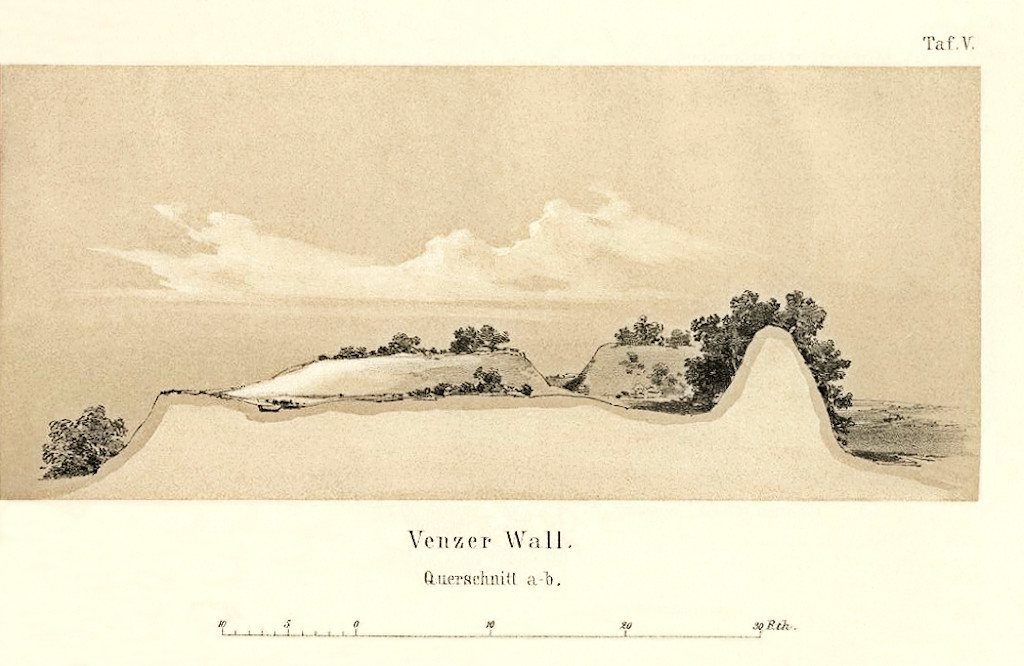
Venzer Wall im Querschnitt, Zeichnung von 1868

Bereits im Juli 1803 beschrieb Johann Jacob Grümbke in seinem Werk Streifzüge durch das Rügenland den Wall bei Venz, der damals zum Landgut Teschvitz bei Gingst gehörte:

„Von der vormaligen Bestimmung dieses Werkes des Altertums weiß man nichts mehr. Mutmaßlich aber hat hier zu den Zeiten der Wenden oder noch früher ein Raubschloß gelegen, denn es geht die Sage, daß vor alters sich eine schmale Inwiek bis an den Fuß des Walls erstreckt habe, so daß kleine Fahrzeuge bis hierher hätten kommen können. Unwahrscheinlich ist dies auch nicht, wenn man das äußerst flache Sumpfland an der Westseite betrachtet und damit den Umstand verbindet, daß eine Inwiek der See nicht fern von hier ist. … Der innere von der Schanze eingeschlossene Platz war, wenn ich nicht irre, in ein Getreidefeld verwandelt …“

Nach dem im Juni 1868 begangene 700. Jahrestag der Christianisierung Rügens ordnete der damalige König von Preußen Wilhelm I. auf Anregung des Regierungspräsidenten des Regierungsbezirks Stralsund Carl Reinhold von Krassow eine genauere Untersuchung der Burgwälle der Insel Rügen an. Die hierzu gebildete Kommission bestand aus Ferdinand von Quast, bereits 1843 von König Friedrich Wilhelm IV. eingesetzter Konservator der Denkmäler in Preußen, und Georg Christian Friedrich Lisch, Großherzoglich mecklenburg-schwerinscher Archivar, Bibliothekar und Konservator, dem die Leitung der Ausgrabungen anvertraut wurde, sowie Jens Jacob Asmussen Worsaae, einem dänischen Archäologen und Vorgeschichtler. Die drei Gelehrten trafen sich im August 1868 in Stralsund, legten den Umfang der Untersuchungsarbeiten fest und begaben sich in Begleitung von Rudolf Baier, dem Gründer und Direktor des Provinzialmuseums für Neuvorpommern und Rügen, der mit der Abfassung des Untersuchungsberichtes betraut wurde, und dem Nürnberger Architekten Karl Hammer, der die Zeichnungen anfertigte, zunächst nach Garz. Ab hier wurden die Ausgrabungen von Carl Reinhold von Krassow, dem Regierungspräsidenten zu Stralsund, während der gesamten Dauer mit großem Interesse persönlich begleitet. Nachdem die Burgwälle von Garz und Arkona untersucht waren, wurden bei dieser ersten – aus heutiger Sicht noch recht unbeholfenen – archäologischen Grabungskampagne auch in der Innenfläche des Venzer Walls „an verschiedenen Stellen einige Gefäßscherben und Knochen gefunden“.
Zitat aus dem Untersuchungsbericht:

„Ungefähr eine Viertelmeile nordwärts von dem Rittergute Venz, nahe bei dem Hofe „Wall“, in geringer Entfernung von mehreren Meeresbuchten und inmitten derselben, liegt in einer weiten Ebene ein Erdwall von ansehnlichem Umfange, dessen Gestalt ein längliches, etwas abgerundetes Viereck bildet. Auf drei Seiten steigt der Wall hoch empor und erhebt sich nur auf der Westseite bis zu geringer Höhe, da sich hier ein großes Moor als sicherer Schutz anschließt. Auf der Nord- und Südseite ist Wiesenland vorgelagert, während sich der Osten aus festem Ackerland erhebt.
Diese Umwallung wird jetzt durch zwei Eingänge unterbrochen. Der eine in der Südwestecke neben dem Sumpfe hin, wo die Abwehr am leichtesten war, wird der alte und ursprüngliche sein; der andere dagegen, die östliche Seite durchbrechend und dorthin auf festes Land führend, ist ohne Zweifel erst in jüngerer Zeit in landwirtschaftlichem Interesse, um die Verbindung mit dem dorthin liegenden Vorwerke herzustellen, ausgehoben.
Der sehr bedeutende innere Raum, sich in einer Länge von 50 Ruthen von O. nach W., und in der Breite von 41 Ruthen von N. nach S. erstreckend, erhebt sich im Ganzen nur wenig über das umliegende Land, zeigt aber mehrere bemerkenswerthe Terrainverschiedenheiten. In einiger Entfernung vom Fuße des nördlichen Walles zieht von O. nach W. eine Niederung, in der sich zwei moorige Vertiefungen bemerkbar machen, die zur Wässerung für Menschen und Vieh gedient haben mögen. Südlich von dieser Niederung, ungefähr die Mitte des Wallraums von O. nach W. durchstreichend, erhebt sich ein flacher kiesiger Höhenrücken.
Auf diesem Höhenrücken sowohl wie in der damit parallel laufenden Niederung wurden an verschiedenen Stellen, nicht aber überall, Gefäßscherben und Knochen gefunden, von denen die ersteren in ihrer Ornamentik (eine Scherbe trägt sogar doppelte Wellenlinien) wiederum sehr bestimmt auf die späteste Wendenzeit hinweisen.“

1925 beschäftigte sich auch der Rügener Heimatforscher Alfred Haas intensiv mit den Burgwällen auf der Insel Rügen und gab dazu die Schrift Beiträge zur Kenntnis der rügenschen Burgwälle heraus. Auch er untersuchte den „Venzer Wall“, setzte aber – den alten Überlieferungen folgend – den Garzer Wall mit Charenza gleich.
Genauere archäologische Grabungen, die die neueren Erkenntnisse zum Standort von Charenza bei Venz untermauern könnten, stehen noch aus.